# Manduca leucospila
Manduca leucospila is een vlinder uit de familie van de pijlstaarten (Sphingidae). De wetenschappelijke naam van de soort werd in 1903 gepubliceerd door Lionel Walter Rothschild & Heinrich Ernst Karl Jordan.

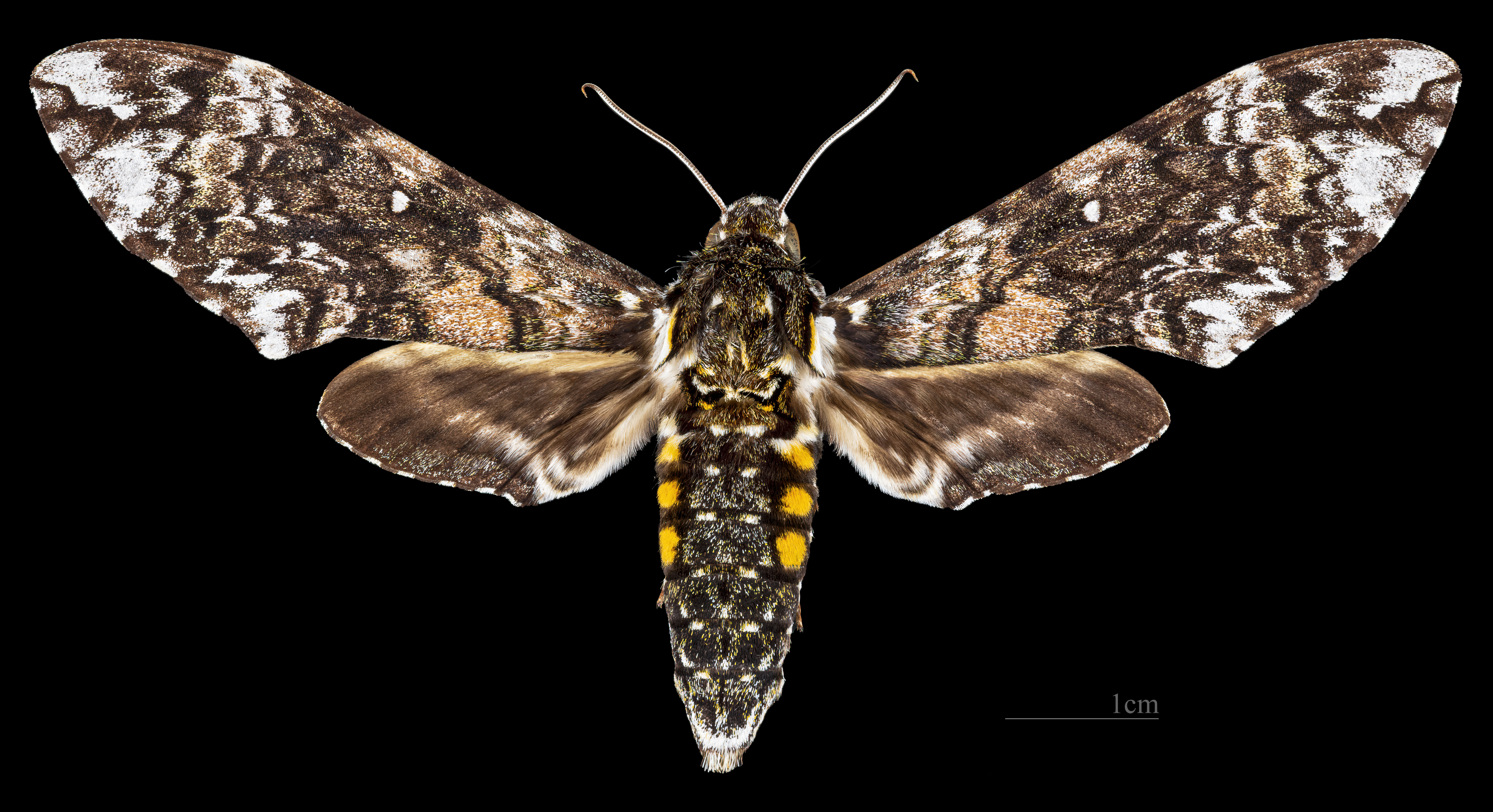
Manduca leucospila  ♀
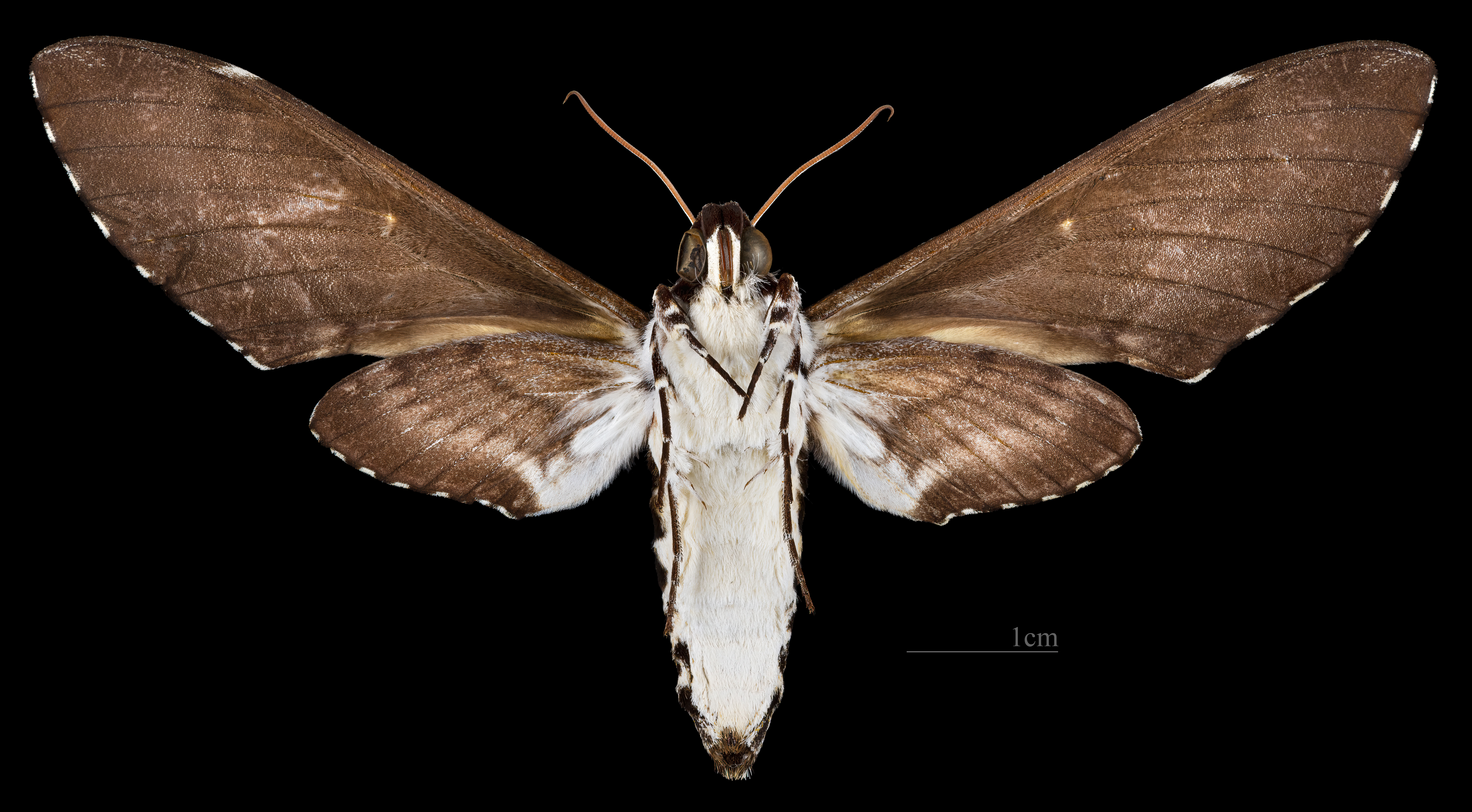
Manduca leucospila  ♀ △